# Heiligenkreuz
Heiligenkreuz (in austro-bavarese Heilingkreiz, letteralmente "Santa Croce") è un comune austriaco di 1 587 abitanti nel distretto di Baden, in Bassa Austria.